# Сухарєв Василь Олексійович
Василь Олексійович Сухарєв (нар. 2 (15) серпня 1911 — пом. ?) — радянський футболіст, що виступав у довоєнні роки на позиції півзахисника у київських клубах «Локомотив» та «Динамо». Був учасником матчів у окупованому Києві в 1942 році у складі команди «Старт», в тому числі і в так званому «Матчі смерті».

## Біографія

Команда «Старт» (у темних футболках) і «Флакельф» (у білих) перед першим матчем 6 серпня 1942 року (справа наліво): Гончаренко, Балакін, Сухарєв, Коротких, Клименко, Комаров, Трусевич, Тимофєєв. Сидять: Ткаченко, Путистін (без майки), Мельник, Чернега

Народився 2 серпня 1911 року (за старими стилем). До створення єдиного чемпіонату СРСР виступав за харківський «Желдор» та київське «Динамо».
У перших двох чемпіонатах СРСР 1936 року виступав за нижчолігове «Динамо» з П'ятигорська, а у сезоні 1937 року у групі «В» за «Спартак» (Харків).
1938 року разом з київським «Локомотивом» дебютував в елітному дивізіоні. Залізничники не змогли зберегти місця в Групі «А», але Сухарєв продовжив до війни грати в цій команді.
Учасник футбольних матчів команди «Старт» в червні—серпні 1942 року в окупованому Києві, в тому числі і в так званому «Матчі смерті».
З 1944 року став виступати за відновлене київське «Динамо», де грав у Групі «А» сезонів 1945 та 1946.
У вересні 1964 року Указом Президії Верховної Ради СРСР медаль шістьох учасників тих подій — Володимира Балакіна, Макара Гончаренка, Михайла Мельника, Михайла Путистіна, Михайла Свиридовського, Василя Сухарєва — відзначили медаллю «За бойові заслуги». При цьому в указі, опублікованому 10 вересня 1964 р. в газеті «Правда» (№ 254) практично у всіх були змінені ініціали — Н. А. Балакін, М. І. Гончаренко, Н. Ст. Мельник, В. С. Путистін, А. П. Свиридовський, П. Р. Сухарєв.